# Ulrich Kaye
Ulrich Kaye (* 12. Juni 1932 in Halle) ist ein ehemaliger hessischer Politiker (NPD) und ehemaliger Abgeordneter des Hessischen Landtags.

## Ausbildung und Beruf
Ulrich Kaye besuchte nach der Volksschule 1942 bis 1946 das Humanistische Gymnasium in Halle. 1946 bis 1948 machte er eine Lehre als Einzelhandelskaufmann in Halle und arbeitete 1949 bis 1951 als Industriekaufmann in Gustavsburg. 1951 bis 1957 war er kaufmännischer Angestellter und 1957 bis 1966 Verkaufsleiter.

## Politik
Ulrich Kaye war seit 1964 Mitglied der NPD und dort Kreisvorsitzender Obertaunus, Usingen-Oberlahn bis zur Bundestagswahl 1965 und dann als Landesredner der NPD tätig. Vom 1. Dezember 1966 bis zum 30. November 1970 war er Mitglied des Hessischen Landtags und dort vom 9. November 1969 bis zum 14. Juli 1970 stellvertretender Vorsitzender und vom 14. Juli 1970 bis zum 30. November 1970 Vorsitzender der NPD-Landtagsfraktion. Bei der Bundestagswahl 1969 kandidierte er im Wahlkreis Hochtaunus und erhielt dort mit 5.350 Stimmen (= 3,2 %) ein deutlich schlechteres Erststimmenergebnis als die NPD in Zweitstimmen erhalten hatte (7.869 Stimmen, 4,6 %).